# Staurogyne brevicaulis
Staurogyne brevicaulis är en akantusväxtart som beskrevs av Raymond Benoist. Staurogyne brevicaulis ingår i släktet Staurogyne och familjen akantusväxter. Inga underarter finns listade i Catalogue of Life.